# Mies de Heer
Mies de Heer (Rotterdam, 21 januari 1947) is een Nederlands actrice.
Ze werd opgeleid aan de Akademie voor Kleinkunst, waar zij in 1971 examen deed. Zij debuteerde in de musical Salvation.
Het meest bekend werd ze in de series van Wim Schippers in de jaren 80 zoals De lachende scheerkwast en Opzoek naar Yolanda waar ze de rol speelde van Ria Schaambergen-Rotsak en in Plafond over de vloer de rol van Ria van Raalte. Ook speelde ze de rol van Patricia van den Eerenbeemdt-Welschap in het televisiespel de Bruine jurk in 1988. 
Daarnaast speelde ze onder meer een rol in de televisieseries 12 steden, 13 ongelukken en Wet & Waan.  
Verder deed ze cabaret, speelde toneel en maakte jarenlang deel uit van de Poëzie Hardop-groep, waarmee zij ook enkele tv-specials maakte. Voorts was ze regisseuse bij het Spiegeltheater. Ook heeft ze in Engeland geacteerd.
Ze was ooit schoondochter van Annie M.G. Schmidt door haar relatie met Flip van Duyn.